# Leoniden

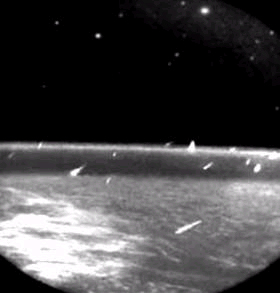
Leoniden gezien vanuit de ruimte in 1997, NASA

De meteorenzwerm Leoniden is tussen 13 en 17 november straalsgewijs waar te nemen vanuit het sterrenbeeld Leeuw (Leo), waarnaar deze meteorenstorm genoemd is.
De Leoniden komen van de komeet Tempel-Tuttle. Men meent dat rond de genoemde data de aarde door een baan van vele deeltjes heen reist die door deze komeet zijn uitgestoten als hij dicht bij de zon staat. De samenhang tussen de banen van de Leoniden en de komeet is ontdekt door Giovanni Schiaparelli.
De Leoniden kunnen zeer veel spectaculaire vallende sterren vertonen. Er schijnt een cyclus van 33 jaar te bestaan, die overeenkomt met de baan van 33 jaar die de komeet om de zon beschrijft. In piekjaren kunnen duizenden meteoren per uur worden waargenomen. Topjaren waren 1698, 1799, 1833, 1866, 1966 en 2001.